# 花色素苷
花色素苷（英語：Anthocyanin，简称花色苷）是花色素的糖苷衍生物的統稱，是一類常见的水溶性植物色素。視乎pH值，花色素苷顯紅、紫或藍色。花色素苷廣泛分佈在陸生植物，尤其是越橘屬和懸鉤子屬植物，在藍莓、紅莓、櫻桃、茄子、葡萄等食物含量豐富。花色素苷本身也是種經核准的食品添加劑。花色素苷有助植物對抗由非生物因素導致的活性氧類壓力，並為某些植物提供保護色。

## 化學結構

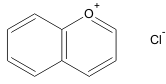
花色素苷的骨架－苯并吡喃鎓离子配以氯離子作為抗衡离子

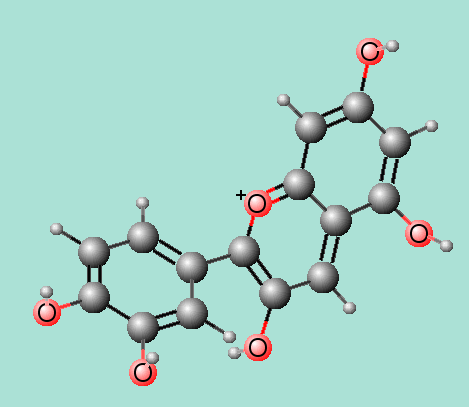
矢车菊素分子的構象

花色素苷是一組苯并吡喃化合物（花青素）的糖苷衍生物統稱：花青素通常在植物中與糖类以糖苷键（R3位置）结合的形式存在。在R2位置的苯基可以有不同的取代基。正价的花色素苷的抗衡离子（Counterion）一般是氯離子；對pH敏感，可用作酸鹼指示劑。
| 花青素     | 基本结构                                         | R3'   | R4' | R5'   | R3  | R5    | R6  | R7    |
| ---------- | ------------------------------------------------ | ----- | --- | ----- | --- | ----- | --- | ----- |
| 橙凤仙素   | Basic structure of Anthocyans: The flavio-cation | −H    | −OH | −H    | −OH | −OH   | −OH | −OH   |
| 矢车菊素   | Basic structure of Anthocyans: The flavio-cation | −OH   | −OH | −H    | −OH | −OH   | −H  | −OH   |
| 翠雀花素   | Basic structure of Anthocyans: The flavio-cation | −OH   | −OH | −OH   | −OH | −OH   | −H  | −OH   |
| 欧花丹素   | Basic structure of Anthocyans: The flavio-cation | −OCH3 | −OH | −OH   | −OH | −OCH3 | −H  | −OH   |
| 木犀草定   | Basic structure of Anthocyans: The flavio-cation | −OH   | −OH | −H    | −H  | −OH   | −H  | −OH   |
| 天竺葵素   | Basic structure of Anthocyans: The flavio-cation | −H    | −OH | −H    | −OH | −OH   | −H  | −OH   |
| 锦葵花素   | Basic structure of Anthocyans: The flavio-cation | −OCH3 | −OH | −OCH3 | −OH | −OH   | −H  | −OH   |
| 芍药花素   | Basic structure of Anthocyans: The flavio-cation | −OCH3 | −OH | −H    | −OH | −OH   | −H  | −OH   |
| 矮牵牛素   | Basic structure of Anthocyans: The flavio-cation | −OH   | −OH | −OCH3 | −OH | −OH   | −H  | −OH   |
| 玫红报春素 | Basic structure of Anthocyans: The flavio-cation | −OCH3 | −OH | −H    | −OH | −OH   | −H  | −OCH3 |

## 富含花色素苷的植物

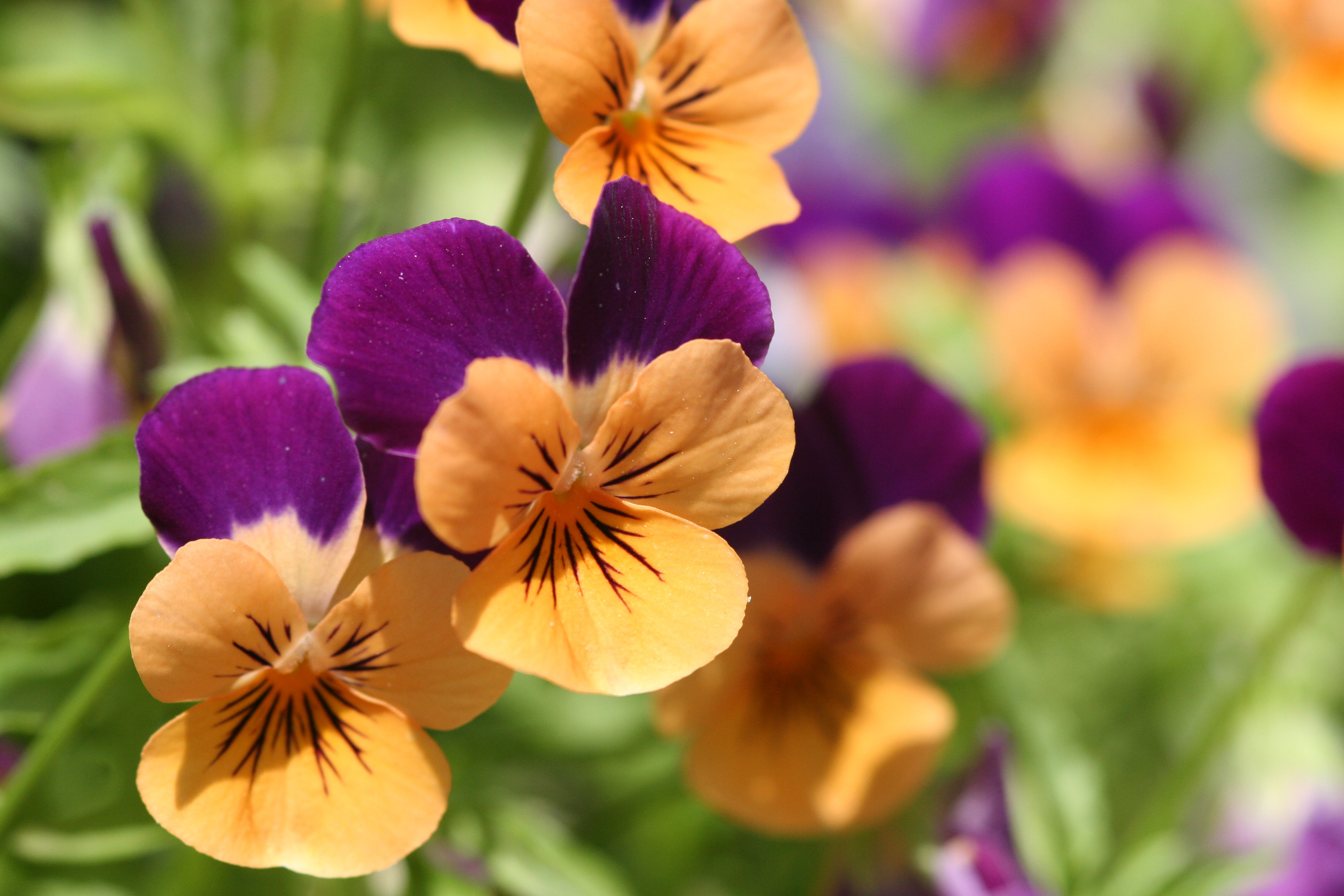
花色素苷令圖中植物顯露深紫色。

### 色澤
被花色素苷染色的花朵可以吸引大量的授粉動物。花色素苷也可令果實顏色鮮豔，吸引草食性動物前來進食，從而促進種子散播。在能夠進行光合作用的組織，例如幼嫩的凱梅斯橡木，顯紅紫色的花色素苷的吸收光譜和綠色的葉綠素似乎是互補的。這或者能保護葉片免受一些嗜綠色的食草動物的侵害。

### 生理作用
花色素苷有助植物對抗由非生物因素導致的活性氧類壓力，例如被過量紫外光暴晒和極端溫度。番茄植物便是利用花色素苷對抗寒冷壓力，從而減少葉部細胞的凋亡。

### 可能的食用價值

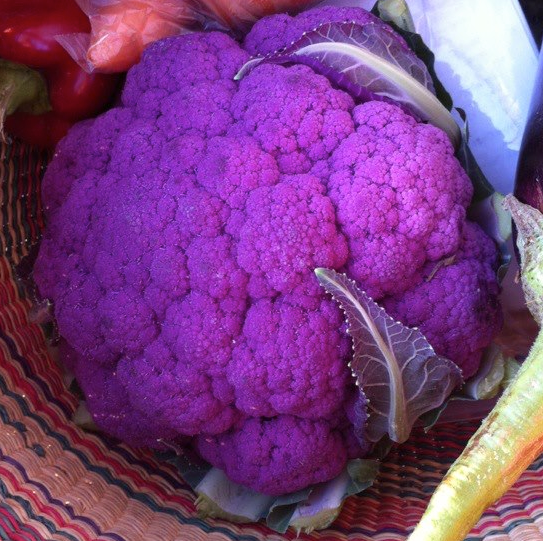
紫色的椰菜花含有花色素苷

花色素苷是植物的次级代谢产物和經核准的食品添加劑，歐盟編號E163，能在歐盟、澳洲及紐西蘭合法使用。
儘管花色素苷具備體外的抗氧化特性，這種抗氧化能力在進食後不會存留。鮑林研究院及歐洲食品安全管理局称，食用花色素苷或其他植物色素在經歷消化過程以後沒有明顯或直接的抗氧化價值。和受控試管狀況不同，花色素苷在體內經過廣泛代謝，原型只佔5%不到，其餘的都是經化學修飾、被身體順速排走的代謝物。血液的抗氧化餘量在服用富含花色素苷的食物後上升或許是植物色素經代謝後生成尿酸所導致的。

## 花色素苷的分佈
花色素苷存在於細胞液泡內，尤其是花和果的細胞；在葉、莖和根部細胞也偶有發現。在含花色素苷的組織裡，花色素苷多數集中在外層的細胞，例如上皮和外周葉肉細胞。花色素苷在大自然最常存在的形式為矢车菊素、翠雀花素、锦葵色素、芍药色素、天竺葵素和矮牵牛素的糖苷。在碳固定過程中生成的碳氫化合物，有大約2%最終轉化成植物色素（例如花色素苷）。不是所有的陸生植物都含有花色素苷。在石竹目植物（包括仙人掌，甜菜和莧菜），花色素苷被甜菜根素所取代。有趣的是，花色素苷和甜菜根素從來都不會在同一種植物身上共存。
由於它們與別不同的外觀和廚藝價值，農業上有時會刻意育種花青素苷含量高的植物，例如血橙和甜椒。

### 花朵
花青素苷廣泛存在於不同植物的花朵裡，例如某些藍色花頭的綠絨蒿品種。

### 食物
| 食物來源               | 花色素苷含量（毫克每100克食物） |
| ---------------------- | ------------------------------- |
| 阿薩伊漿果             | 320                             |
| 黑加侖                 | 190–270                         |
| 野櫻莓                 | 1,480                           |
| 茄子                   | 750                             |
| 血橙                   | ~200                            |
| 馬里昂黑莓             | 317                             |
| 黑莓                   | 589                             |
| 野生黑莓               | 365                             |
| 紅莓                   | 558                             |
| 車厘子                 | 122                             |
| 皇后石榴莓             | 277                             |
| 醋栗                   | 80–420                          |
| 紫色玉米（Z. mays L.） | 1,642                           |
| 紫色玉米葉             | 是玉米核的十倍                  |
| 康科德葡萄             | 326                             |
| 諾頓葡萄               | 888                             |

越橘屬植物，例如藍莓、紅莓和歐洲越橘，及懸鉤子屬的植物、櫻桃、茄子、黑米、康科德葡萄，麝香葡萄，紅甘藍和紫羅蘭花均富含花青素苷。粉紅色果肉的桃及粉紅色珍珠蘋果亦含花青素。香蕉、蘆筍、豌豆、茴香、梨和馬鈴薯也含有花色素苷，但含量較低。在某些品種的綠色醋栗中可能完全不含花青素。
目前已知花色素苷含量最高的食物為黑豆種皮，含量約為2克/每100克、紫色玉米的芯和殼、野櫻莓的皮和果肉（見表）。由於不同的樣品產地、製備方法及提取過程，表內各項數字不能直接作比較。
傳統天然的農業技術和植物雜交催生了各種本來不含花青素苷的植物物種，例如藍色或肉紅色的馬鈴薯、紫色或紅色的椰菜花、椰菜、西蘭花、胡蘿蔔和玉米。

透過基因滲入，園藝番茄從基因改造物種獲得了智利和科隆群岛紫色野生種的基因型，但最終的雜交產物不含基因改造成分。這個品種被稱為“淀藍玫瑰”並於2012年面世。和普通番茄相比，高花色素苷的番茄保存期翻倍，還能壓抑收割後黴菌繁殖帶來的灰黴病。

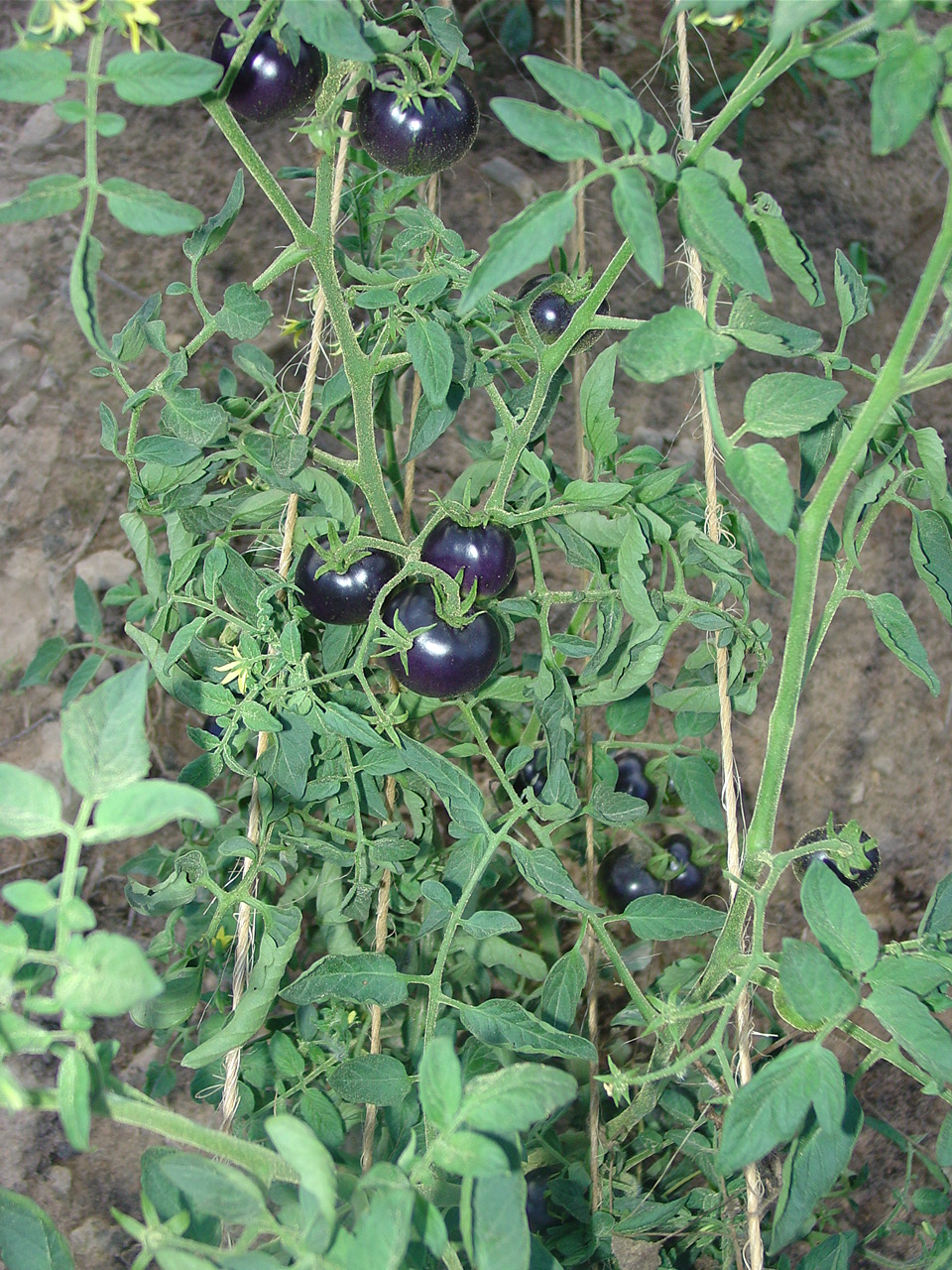
藍番茄

有些基因改造番茄添加了金鱼草属植物的轉錄因子，能夠結出高花色素苷含量的果子。此外，在剛剛成熟的天然橄欖裡，也可找到花色素苷的踪跡。花色素苷是導致某些橄欖顯紅色或紫色的部分原因。

### 食用植物的葉
色彩斑斕的植物，例如紫色玉米，藍莓或越橘，其葉部的花青素苷含量，是其可食用芯或果實的十倍。透過對發育中的果樹樹葉進行光譜分析，可以得知其花色素苷的含量、果實的成熟度、質量以至收成期。